# Martellus Bennett
Pour les articles homonymes, voir Bennett.
(en) Statistiques sur pro-football-reference
Martellus Demond Bennett, né le 10 mars 1987 à  San Diego, Californie, est un joueur américain de football américain. 
Sélectionné en 61e position lors du deuxième tour de la draft 2008 de la NFL par les Cowboys de Dallas, il évolue au poste de tight end. Il a remporté le Super Bowl LI avec les Patriots de la Nouvelle-Angleterre. Son frère, Michael Bennett, est également joueur de football américain.

## Biographie
Les Cowboys sélectionnent Bennett au deuxième tour de la draft en 2008 en remplacement d'Anthony Fasano, échangé, et afin de créer des formations offensives avec deux tight ends. Remplaçant de Jason Witten, il apprend auprès de ce vétéran de la ligue. Bennett termine sa première saison NFL avec 20 réceptions pour 283 yards et 4 touchdowns. En juillet, il signe un contrat de quatre ans avec les Cowboys.
En 2009 et 2010, Bennett ne confirme pas son potentiel avec les Cowboys et ne marque aucun touchdown. Sa préparation à la saison 2011 est tronquée par les blessures, et lui gâche sa saison. Après la saison, Martellus Bennett est un agent libre. Malgré des offres similaires de Dallas et New York, il décide de saisir son opportunité aux Giants de New York afin d'avoir une chance d'être titulaire. Il signe un contrat d'un an pour 2,5 millions de dollars. Il inscrit cinq touchdowns et prend 626 yards en 55 passes réceptionnées cette saison-là.
Lors de la saison 2012, il se met en évidence dans la ligue, marque 5 touchdowns, attrape 55 passes pour 626 yards et montre des qualités de bloqueur importantes. L'été suivant, il teste le marché et signe avec les Bears de Chicago un contrat de 4 ans pour environ 20 millions de dollars.
En mars 2016, les Patriots de la Nouvelle-Angleterre réalisent un échange pour récupérer Bennett et un choix de sixième tour de draft en échange d'un choix de quatrième tour de draft des Bears.